# Luisia pulniana
Luisia pulniana är en orkidéart som beskrevs av Vatsala. Luisia pulniana ingår i släktet Luisia och familjen orkidéer. Inga underarter finns listade i Catalogue of Life.